# Association Sports et Loisirs de Saint-Laurent-Blangy Canoë-Kayak
Le Association Sports et Loisirs de Saint-Laurent-Blangy - Canoë-Kayak (ASL Saint-Laurent-Blangy) est une association sportive de canoë-kayak, basée à Saint-Laurent-Blangy (Pas-de-Calais), en France.
L'association regroupe sur la Base Nautique Robert Pecqueur, près de 200 adhérents répartis dans les groupes Club, Elite, Espoir, Jeune et Loisir.
Le club s'engage sur toutes les distances (vitesse, fond et marathon).

## Palmarès de l'A.S.L.
- 19 fois Champion de France des Clubs
- Participation régulière aux compétitions nationales et internationales

### Canoë-kayak aux Jeux olympiques
- 2008 à Pékin,  Chine
  -  en K2 Dame 500 m, Marie Delattre
- 2004 à Athènes,  Grèce
  - 10e K2 Dame 500 m, Marie Delattre
- 1988 à Séoul,  Corée du Sud
  - 12e en K4 dame 500 m, Virginie Vandamme et Sylvie Cuvilly

### Podiums internationaux

#### Championnats du Monde
- Championnats du monde de course en ligne (canoë-kayak)
  - Marie Delattre
- Championnats du monde de marathon (canoë-kayak)
  - Bertrand Fauquet
  - Mathieu Beugnet
  - Julie Raeckelboom
- Championnats du monde junior de course en ligne
  - Jean Sikora

#### Championnats d'Europe
- Championnats d'Europe de canoë-kayak course en ligne
  - Marie Delattre
  - Thomas Simart
- Championnats d'Europe de canoë-kayak marathon
  - Mathieu Beugnet
  - Pierrick Martin

### Classement national du club
- Classement national des clubs de course en ligne (depuis 1990)
  - 1er de 1990 à 1996, en 1998 et depuis 2000
  - 2e en 1997 et 1999